# 二百十日
二百十日（にひゃくとおか）は、雑節のひとつで、立春を起算日として210日目（立春の209日後の日）である。日付ではおよそ9月1日ごろである。台風の多い日もしくは風の強い日といわれるが、必ずしも事実ではない。

## 日付
二百十日の日付は、回帰年と暦年の長さに差があるため、年により変化する。なお、閏日（あるいは閏月）は変化のパターンに影響を与えるものの変化の原因ではなく、むしろ変化を抑える効果を持つ。

### 新暦
| 年              | 年を4で割った余り | 年を4で割った余り | 年を4で割った余り | 年を4で割った余り |
| 年              | 1                 | 2                 | 3                 | 0                 |
| --------------- | ----------------- | ----------------- | ----------------- | ----------------- |
| 1801年 - 1816年 | 1日               | 1日               | 2日               | 1日               |
| 1817年 - 1848年 | 1日               | 1日               | 1日               | 1日               |
| 1849年 - 1884年 | 1日               | 1日               | 1日               | 31日              |
| 1885年 - 1900年 | 31日              | 1日               | 1日               | 31日              |
| 1901年 - 1916年 | 1日               | 2日               | 2日               | 1日               |
| 1917年 - 1952年 | 1日               | 1日               | 2日               | 1日               |
| 1953年 - 1984年 | 1日               | 1日               | 1日               | 1日               |
| 1985年 - 2020年 | 1日               | 1日               | 1日               | 31日              |
| 2021年 - 2056年 | 31日              | 1日               | 1日               | 31日              |
| 2057年 - 2088年 | 31日              | 31日              | 1日               | 31日              |
| 2089年 - 2100年 | 31日              | 31日              | 31日              | 31日              |
| 2101年 - 2120年 | 1日               | 1日               | 1日               | 1日               |
| 2121年 - 2156年 | 1日               | 1日               | 1日               | 31日              |
| 2157年 - 2192年 | 31日              | 1日               | 1日               | 31日              |
| 2193年 - 2200年 | 31日              | 31日              | 1日               | 31日              |

グレゴリオ暦での各年の二百十日の日付は表のとおり。
1985年から2020年までの二百十日は閏年なら8月31日、平年なら9月1日であり、2021年から2056年までは閏年とその翌年で8月31日、その他の年では9月1日である。より長いスパンではこのパターンは崩れ、変化幅も広がり8月31日から9月2日まで変化する。このうち9月2日の二百十日が最も稀で、1873年にグレゴリオ暦に改暦して以降は、1902年から1951年までの間しか現れていない。次に現れるのは2203年である。

#### 文学での日付
夏目漱石『二百十日』(1906)
作中年では9月2日が二百十日だった。当時の二百十日は9月1日か2日で、1906年は9月2日である。なお、改暦から1906年までで二百十日が9月2日となるのは、1902年・1903年・1906年だけである。
この小説は漱石の実体験を元にしており、それは二百十日ではあるが1899年9月1日のことである。
宮沢賢治『風の又三郎』(1934)
作中年では9月1日が二百十日だった。この設定は、原型の1つ『風野又三郎』(1924) の設定そのままである。いずれの時代でも二百十日は9月1日か2日で、1924年も1934年も9月1日である。

#### 歴史上の日付
関東大震災 (1923)
関東大震災の日付は1923年9月1日である。しかし、当時の二百十日は9月1日か2日であり、1923年は9月2日だった。つまり、地震の日は二百十日ではなく「二百九日」である。
この日9月1日は、1960年、在来の二百十日と併せて災害についての認識と心構えの準備を喚起する日として防災の日に制定された。当時は、毎年9月1日が二百十日だった。

### 旧暦
月初が朔と共に移動するため、日付はおよそ1朔望月（約30日）余の間を変化する。具体的には、7月9日ごろから8月11日ごろまでである。

## 意義
八朔（旧暦8月1日）や二百二十日とともに、農家の三大厄日とされている。
季節の移り変わりの目安となる「季節点」のひとつ。台風が来て天気が荒れやすいと言われている。夏目漱石の『二百十日』でも、二百十日の荒天（台風とは明言されないが）が描かれている。
台風襲来の特異日とされ、奈良県大和神社で二百十日前3日に行う「風鎮祭」、富山県富山市の「おわら風の盆」など、各地で風鎮めの祭が催されてきた。
しかし、この日の頃に台風が多いという事実はなく、むしろ8月下旬と9月中旬の台風襲来の山にはさまれ、二百十日ごろの台風はむしろ少ない。気象学者の堀口由己は、この頃が稲の出穂期に当たり、強風が吹くと減収となる恐れがあるために注意を喚起する意味で言われ始めたのであろうとしている。

## 貞享暦説

### 巷説
暦学者渋川春海が貞享暦を編んだ際、初めて採用したと言われる。
渋川は釣り好きで、隠居していたある日、江戸品川の海に舟を出そうとしたとき、一老漁夫が海上の一点の雲を指し、「50年来の体験によると210日目の今日は大暴風雨になる可能性が高いから舟を出すのはやめた方が良い」と教えた。これがはたしてその通りになり、その後も注意していると確かに210日頃は天気が荒れる事がわかり、貞享暦に書き入れたという。

### 事実との相違
渋川が採用したという話の矛盾点は、すでに20世紀前半に気象学者の堀口由己が指摘している他、その後も大谷東平・根本順吉らが同じように説いている。
渋川は1639年（寛永16年）生まれであるが、根本によれば1634年（寛永11年）の文書にすでに二百十日の記述がある。また伊勢暦には1656年（明暦2年）から記載されているので、渋川はまだ青年であり、隠居後の話という言い伝えと矛盾する。